# Гонзага, Джулия
Джу́лия Гонза́га Колонна, графиня Фонди и герцогиня Траетто (итал. Giulia Gonzaga; 1513, Гадзуоло — 16 апреля 1566, Неаполь) — итальянская аристократка периода Возрождения, патронесса художников, поэтов и венецианских издателей, хозяйка салонов в Фонди и Неаполе, глава влиятельного кружка, желавшего реформировать католическую церковь, предполагаемая еретичка.

## Биография
Дочь Лодовико Гонзага и Франчески Фиески (дочери Джан Луиджи Фьески, дожа Генуи), сестра Паолы Гонзага. Её отец был синьором Гаццоуоло, Саббьонеты, Виаданы и Казальмаджоре. Родилась в Гаццуоло вблизи Мантуи, в резиденции своего деда Джанфранческо Гонзага и Антонии дель Бальцо.
Её бабушка по отцовской линии Антония дель Бальцо, которая сыграет большую роль в судьбе Джулии, отличалась красотой и образованием. Она была дочерью Пирро, князя Альтамура, наследника Бо, провансальской фамилии, столь древней, что они возводили свой род к царю-волхву Бальтазару и имели в гербе Вифлеемскую звезду. Антония была близкой подругой знаменитой Изабеллы д’Эсте и после смерти мужа жила с сыном Лодовико (который подолгу отсутствовал на войне) и следила за воспитанием внуков.
Начальное образование Джулия получила в Гаццуоло, где был небольшой, но культурный двор, связанный с соседним Мантуанским. В 7-летнем возрасте, когда фамильное состояние было разделено между её отцом и его двумя братьями, она переехала вместе с матерью и другими их детьми в более скромный замок Саббьонету. Этот замок был выбран её отцом, капитаном императорской армии, в первую очередь из-за своего стратегического положения. Там она продолжила своё обучение, которое было весьма достойным. Девочку, также как и её братьев, учили греческому и латыни.
Из детей её отца также стоит особенно отметить её брата Луиджи Гонзага (1500—1532), прекрасного воина, получившего в честь героя поэм о Неистовом Роланде прозвище «Родомонт». Он рано начал военную и дипломатическую карьеру и, пока Джулия ещё была совсем юна, уже успел сопровождать императора Карла V во время его визита в Лондон к Генриху VIII.
В 1525 году подруга её бабушки маркиза Изабелла д’Эсте в желании доставить своему второму сыну Эрколе кардинальскую шапку, отправилась в Рим и, чтобы её цель увенчалась успехом, решила окружить себя как можно большим количеством прекрасных женщин. 12-летняя Джулия присоединилась к этому поезду. Там же была её кузина Камилла Гонзага из Новеллара. В феврале они проехали в Феррару, где герцог Альфонсо д'Эсте был рад приветствовать сестру, впрочем, больших праздников не было, так как он все ещё был в трауре по жене Лукреции. В Ферраре они пробыли три дня. В Пезаро их приветствовала дочь Изабеллы, Леонора. Тут их настигла новость о битве при Павии. Брат Джулии Луиджи был тогда в Испании, но её два дяди, Пирро и Федерико, бились на стороне французов и тоже, как и король, попали в плен. Изабелла гордилась ролью своего племянника Карла, герцога Бурбонского (сына Кьяры Гонзага), в победе императора, но оплакивала и многих друзей.
Когда Изабелла д’Эсте приехала в Рим, там её приняли со всем блеском. В мае маркиза отправилась на банкет в доме кардинала Помпео Колонна, который предложил ей свой дворец в качестве места обитания во время пребывания в Вечном городе. Изабелла, в свите которой оставалась Джулия, надолго обосновалась в Риме и держала блестящий двор, наслаждаясь обществом блестящих аристократов и интеллектуалов, в частности, Пьетро Бембо.

### Жена
В августе 1526 года, в возрасте 14 лет, Джулия была выдана замуж за сына известного военачальника Просперо Колонна, графа Веспасиано Колонна (1480-13 марта 1528), графа Фонди и герцога Траетто, недавно овдовевшего после смерти Беатриче Аппиани, дочери синьора Пьомбино, и отца дочери Изабеллы. Веспасиано познакомился с будущей невестой, навещая дворец своего брата кардинала Помпео, где жила маркиза д’Эсте. Вдовья часть Джулии брачным договором была оговорена в 70 тыс. дукатов. Фонди, графом которого являлся жених, находится на полпути между Римом и Неаполем. Его превратил в графство в 1504 году Фердинанд II Арагонский и отдал его отцу Просперо Колонна, в награду за преданность, которую представители его семьи питали к испанской короне.
После свадьбы молодожены отправились в Пальяно. Веспасиано был на 33 года старше Джулии, он отличался плохим здоровьем, был искалечен и увечен — без руки (infirmus claudius ac mancus); и брак будто бы даже не был консуммирован. Параллельно с этими событиями развивался конфликт папы Климента VII и императора, который приведет позже к Sacco di Roma (см. Итальянские войны), но перед этим Карл V прислал в Рим Уго де Монкада, который прибыл к братьям Колонна (императорским вассалам). Веспасиано Колонна во главе вооруженных отрядов отправились в Рим ещё раз объяснить папе, что его профранцузская политика не устраивает императора. Папа сбежал в замок св. Ангела, оставив Ватикан на разграбление солдат. Веспасиано вернулся в Пальяно с триумфом, объявив, что папа обещал отречься от Лиги и отозвать свои войска из Милана, а также дать заложников. Вместо этого вероломный понтифик послал военные отряды в земли Колонна и уничтожил 14 замков и деревень, вырезав массу вассалов.
Изабелла д’Эсте тем временем, наконец, заплатила 40 тыс. дукатов за кардинальскую шапку своему сыну Эрколе, причем эти деньги папе доставил брат Джулии Пирро Гонзага. А её другому брату Луиджи после разграбления Рима доверили миссию переправить папу из замка Св. Ангела в безопасное место (21 ноября 1527). Он помог ему перебраться в Орвието, и папа весьма высоко оценил помощь Луиджи в этом вопросе.
Армия Лиги тем временем продолжала атаковать Неаполитанское королевство. Веспасиано Колонна принимал участие в обороне, так как сохранял преданность императору. В марте 1528 его привезли домой смертельно раненым, 12 числа того же месяца он написал завещание, а на следующий день скончался, оставив Джулию вдовой после 3 лет брака. Она взяла эмблемой цветок амаранта и девиз Non moritura.

### Вдова
Согласно завещанию супруга, Джулия, которая принесла ему в приданое 12 тыс. золотых скуди, стала наследницей своего мужа при условии, что она не вступит в повторный брак, в противном случае все отходило его дочери Изабелле (1513—1570). В завещании он написал, что завещает Изабелле, в случае, если она выйдет замуж за Ипполито Медичи (1511—1535), племянника папы, приданое в 30 тыс. дукатов, в случае, если своим детям они дадут фамилию Колонна.

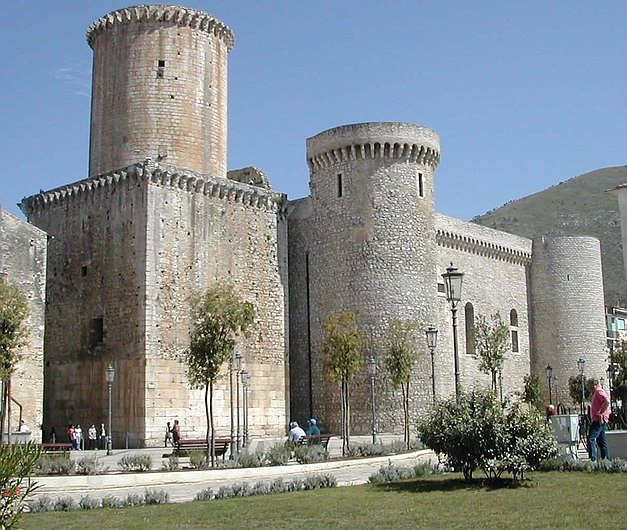
Замок Фонди

Две незамужние женщины с колоссальным состоянием — Джулия и её падчерица Изабелла, незамедлительно привлекли внимание. Родственник покойного Веспасиано, Шарра Колонна желал получить Пальяно себе, и Асканио Колонна также предъявил свои права как ближайший мужской наследник. Изабелла и Джулия заперлись в Кастелло, которое было укреплено. Прежде чем Шарра Орсини начал свою атаку замка, Наполеоне Орсини, аббат Фарфа, прибыл в Пальяно с отрядом и взял Шарру в плен. Наполеоне был врагом и папы, и императора, и последний, услышав о затруднительном положении дам, решил послать им помощь (Климент VII говорил, что своей жизнью и безопасностью он обязан Луиджи, который привез его в Орвието, и поэтому считал своим долгом помочь его сестре). Луиджи Гонзага разбил Орсини и освободил Шарру. Изабелла была очарована спасителем, братом своей мачехи, (хотя все ещё подразумевалось, что её мужем станет Ипполито Медичи, племянник папы), Луиджи также увлекся ею. Джулия послала своего брата Пирро Гонзага к папе римскому, желая получить у него разрешение на этот брак. Ипполито же к этому времени уже не рассматривался как будущий глава Флоренции (потому что город поднял мятеж и изгнал династию), более того, папа планировал для него духовную, а следовательно, безбрачную карьеру. Луиджи и Изабелла тайно обручаются (или даже женятся), но затем его быстро отзывают на другую миссию, а вместо него папа присылает отряд в 800 солдат во главе с Джироламо Маттео.
Тем временем брак Луиджи и Изабеллы оставался секретом, поскольку её родственники Колонна все ещё хотели получить её руку и состояние. Они даже послали прошение императору насчет этого вопроса. Ферранте I Гонзага (ещё один сын Изабеллы д’Эсте) также отправился просить руки этой завидной невесты у императора, и поскольку его шансы получить его одобрение выглядели достаточно угрожающими, Луиджи быстро отправил туда же своего брата Канино с документами, подтверждающими, что девушка уже замужем. Оскорбленный Ферранте д’Эсте оспорил легитимность этого брака, Луиджи ради дачи показаний отозвали с поля боя. По приказу папы и настоянию Ферранте формальному допросу подвергли и Изабеллу (в Чивита-Кастеллана в присутствии Джамбатиста Ментебуона и дон Диего де Сота), но она настаивала на том, что другого мужа не желает. В конце концов, Ферранте сдался и женился на другой женщине, (притом тоже секретно). Луиджи вернулся осаждать Флоренцию. Там он написал поэму в станцах «В хвалу моей Даме», посвящённую Изабелле.

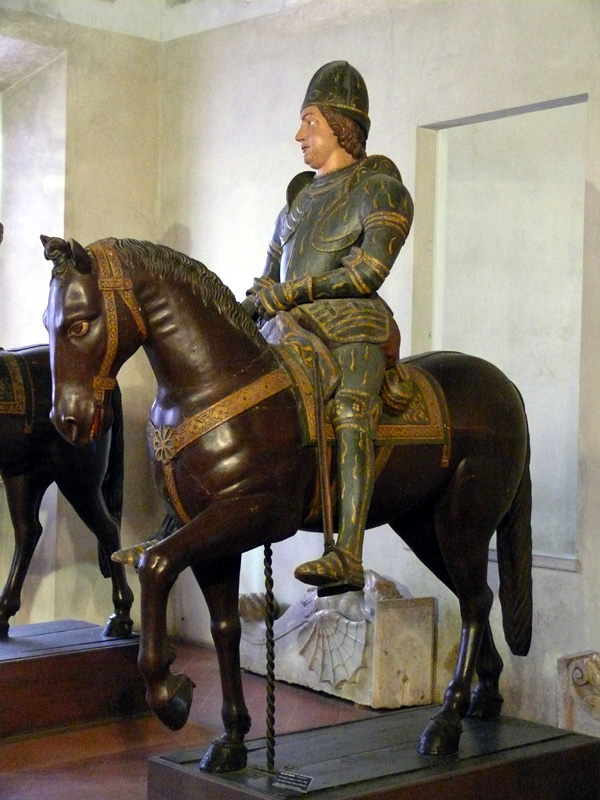
Луиджи Родамонте

В 1531 году, наконец, брак был окончательно утверждён и Луиджи стал герцогом Трайетто и графом Фонди. Джулия, теперь официально вдовствующая герцогиня (при наличии «действующей» герцогини — своей падчерицы Изабеллы) решила съездить на родину, потому что Фонди стало приютом молодожёнов. Её мать к этому времени умерла, а отец принял постриг и стал аббатом, но бабушка Антония с радостью встретила внучку. Затем Джулия гостила в Ферраре, где общалась с новой герцогиней Рене. Во время путешествия её сопровождал значительный эскорт, на чём настоял её брат, указывая, что многие желали бы её похитить.
В декабре прибыл нарочный с печальной новостью о том, что при вступлении в город Виковаро её брат Луиджи был ранен в левое плечо из аркебузы. Практически сразу прибыл и второй курьер с известием, что все кончено, и он умер (3 декабря 1532) в возрасте 33 лет. Тело усопшего перевезли в Фонди, где погребальная процессия прошла через улицы, прибыв к собору. Изабелла находилась при умирающем супруге, прибыв к нему при первых сведениях об опасности. Луиджи в завещании оставил доли своим капитанам, друзьям, слугам (перечислив их всех по имени). Его вдова Изабелла назначена опекуном их новорожденного сына Веспасиано I Гонзага (декабрь 1531 года), а если она снова выйдет замуж, то опекуном станет его отец аббат Лодовико.
Джулия превратила свой дворец в Фонди культурный центр — «малые Афины», привлекая внимания многих своих современников как своей деятельностью, так и красотой. Её секретарем был моденский поэт Гандольфо Поррино, в кружок входили Виттория Колонна, Маркантонио Фламинио, Витторе Соранцо, Франческо Мольца, Франческо Берни, художник Себастьяно дель Пьомбо (который выполнил её портрет), Пьер Паоло Верджерио, Пьетро Карнесекки.

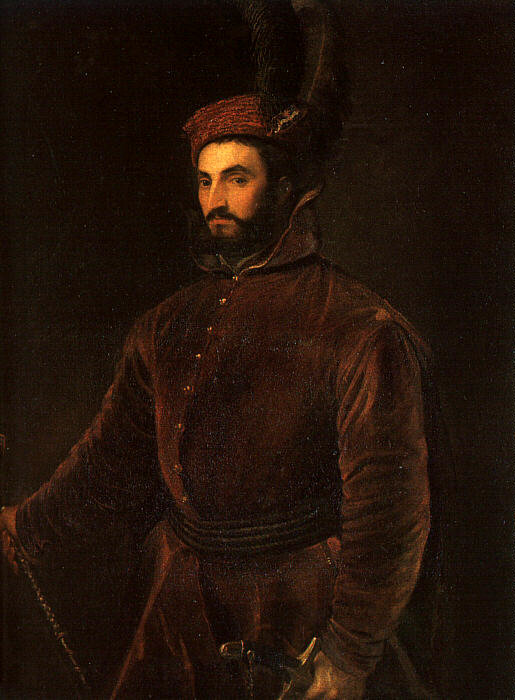
Ипполито Медичи

Джулия больше замуж не выходила, но, видимо, имела связь с несостоявшимся женихом Изабеллы — кардиналом Ипполито Медичи, оставившему ради неё салон куртизанки Туллии д’Арагона. Именно заботами Ипполито были созданы два портрета Джулии работы Себастьяно де Пьомбо и Тициана, причем, он организовал специальный эскорт, чтобы сопровождать Себастьяно в Фонди для того, чтобы тот написал этот портрет. Ухаживая за ней, он перевел вторую книгу Энеиды и послал ей с любовным посвящением, говоря, что он работал над этим текстом, потому что его сердце пылает также, как горела Троя. Стихи, которые он писал в её честь, способствовали распространению её славы красавицы.

#### Атака пиратов
В июле 1534 года пират Хайр-ад-Дин Барбаросса начал свой рейд с флотом из 48 судов и 2 тысячами человек: отчалив с Золотого Рога, он атаковал Мессину и сжег несколько кораблей, затем, пройдя берегом Калабрии, он внезапно напал на Реджио и забрал ряд кораблей и пленных. Затем он сжег Сан Лучидо, взяв 800 пленных и предав мечу большинство обитателей. Затем корсары прибыли в Четраро де Моначи, который они предали огню, и сожгли 7 кораблей вице-короля сеньора де Толедо, захватив множество женщин.
Пиратские корабли прошли ввиду Неаполя, весьма испугав жителей и высадившись на небольшом острове Прочида, который они оставили полностью опустошенным. Затем этот новый Аттила прибыл в Сперлонгу, рыбацкую деревушку в 8 милях от Фонди, где он убил командующего форта и пленил или убил большинство жителей. В Сперлонге он нашёл предателя, который показал ему дорогу через лес, и мощным броском под покровом ночи с большим отрядом вооруженных людей к рассвету добрались до Виа Аппия. В ночь с 8 на 9 августа жители Фонди спокойно спали, так как никто не знал о близости пиратов. Мосты были опущены, когда Барбаросса и его люди вошли в город. Они не встретили сопротивления — подеста Фонди, мессер Стеккаччо не имел мужества сопротивляться и скрылся. Епископ, Джакомо Пеллегрино, также сбежал. Корсары направились прямо ко дворцу, и обнаружив, что Джулия сбежала, обрушили ярость на её беззащитную прислугу.

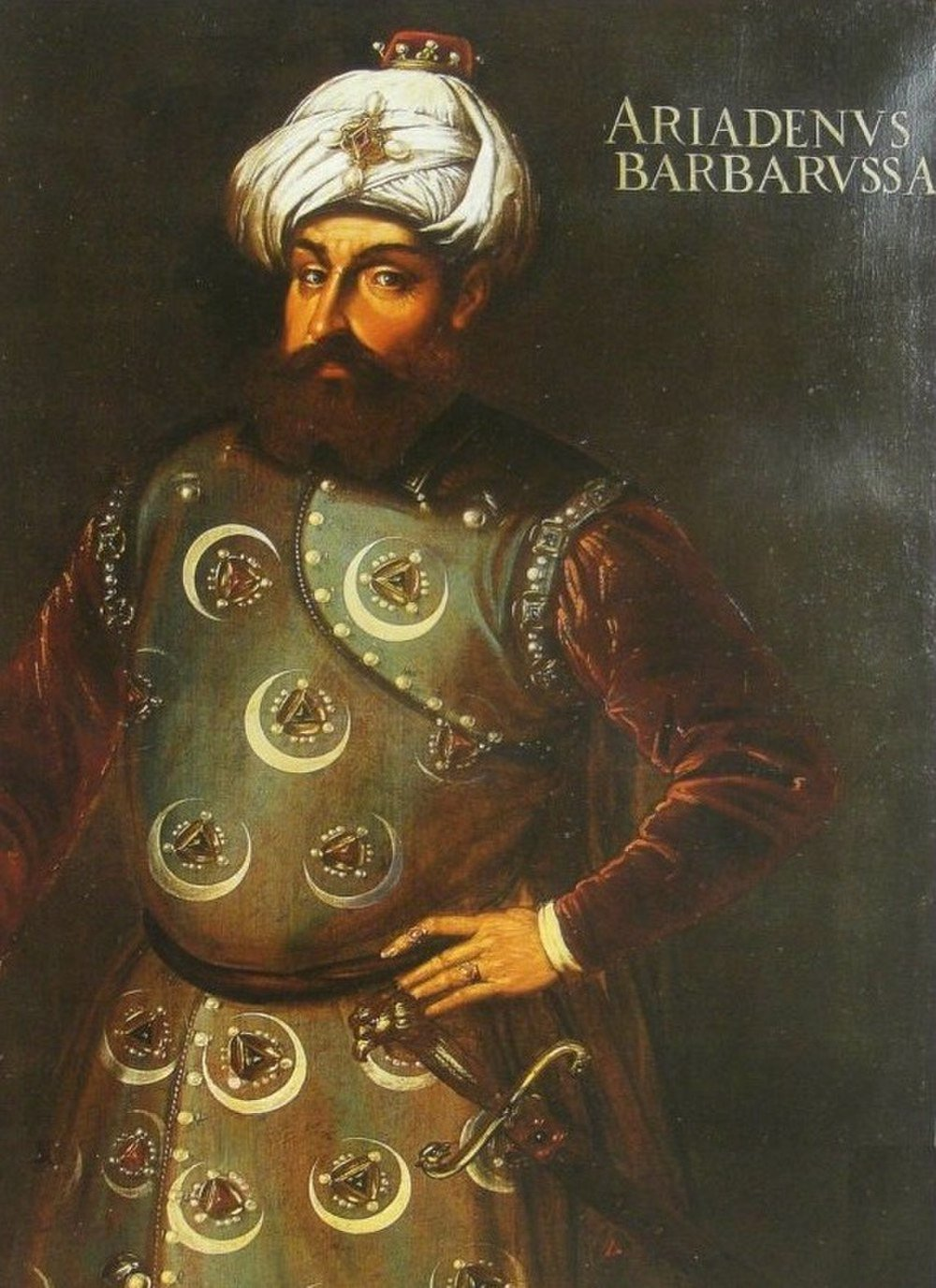
Барбаросса

Резня продолжалась 4 часа, и многие из тех, кто не был убит, были уведены через Сперлонгу на корабль в качестве рабов. Когда за дело взялись мародеры, на улицах вспыхнули пожары. Был ограблен даже Собор Сан Пьетро — вскрыты могилы и выкинуты тела, в том числе осквернен прах Просперо и Марка Антонио Колонна. Печальная судьба постигла и монахинь ближайшего бенедиктинского монастыря (на холме перед Страда Аппиа Нуова). Барбаросса решил, что Джулия скрылась там, и турки ворвались в монастырь и не найдя её, убили многих монахинь. Джулия же, разбуженная посреди ночи преданным слугой, когда враги были уже во дворце, сбежала в дезабилье, видимо, через окно к секретному разводному мосту. По темному проходу она пробралась во дворик, где по счастливому совпадению стояли лошади, и со своим спутником выбрались наружу. Скорее всего, она скрылась в своем Кастелло Кампомиделе (в 4 милях) на холме, с солидно укрепленными стенами и башнями. Путь туда шёл через густой лес, где тоже было удобно прятаться. Валлекоса, где Колонна имели ещё один замок, с давних пор утверждали, что именно он приютил Джулию, но Кампомиделе кажется более убедительной версией. Уйдя из Фонди, пират с налету кинулся на Итри (в 7 милях), другой феод Джулии, но его обитатели были столь храбры, что корсары были вынуждены отступить. В Террачине они были более успешными, и город подвергся разграблению. В этом случае епископ Алессандро Арголи тоже смог сбежать.
Вокруг её побега через некоторое время выросло множество легенд, например, что пират желал похитить Джулию, чтобы доставить в подарок Сулейману I. Новости о её бегстве начали курсировать в дюжине фантастических вариаций и этому событию был посвящён ряд поэтических произведений. (Адольфо Биой Касарес описывает виденную им статую на этот сюжет: «Джулия Гонзага, краса Италии, верхом на лошади скачущая по горам со своими наперсницами»). Ещё одна достаточно популярная легенда, будто слугу, сопровождавшего Джулию, по её приказу потом убили, так как он видел её в неподобающем виде (ср. с сюжетом гибели Актеона, увидевшего обнаженную Артемиду).
Ходили слухи, что пирата спровоцировали члены семьи её покойного мужа, желавшие получить завещанные ей земли обратно. Одним из главных претендентов на это имущество был Асканио Колонна, брат Виттории, но его действия не смогли нарушить дружбу между двумя этими знаменитыми женщинами своего времени.
Когда посланник Джулии с новостями о набеге достиг Рима, папа как раз умирал. Кардинал Ипполито Медичи собрал отряд из сил папской армии, возглавил его и отправился к ней. К несчастью, для решительных действий уже было слишком поздно, так как пираты уже отплыли из Сперлонги. Италия была шокирована и поднялась вся, один только Неаполь пожертвовал 250 тыс. дукатов императору Карлу на то, чтобы он очистил землю от этих жестоких варваров и навсегда подорвал их силу. Кардинал Ипполито усилил фортификации Фонди, добавил людей. Только после этого он отдал ключи от города Джулии. Джулия занялась реставрацией и восстановлением города, щедро тратя деньги.
Тем временем пират решил напасть на Тунис. Мулай Хассан, правитель Туниса, попросил о помощи императора Карла V, которому тоже не хотелось, чтобы у пиратов появилась новая база помимо Алжира. Зимой начались приготовления к экспедиции, к которой примкнуло множество юных вельмож, в которых оскорбление Джулии пробудило энтузиазм. Дож Генуи Андреа Дориа решил присоединиться, новый папа Павел III прислал 22 галеры под предводительством Виргинио Орсини, которые присоединились к остальному итальянскому флоту в Неаполе в мае. Император встретил их в Палермо 11 июня с большим войском и армадой более чем из 300 судов отплыл в Африку, достигнув её за 3 дня. Верховное командование было отдано маркизу дель Васто, и первая атака пришлась на Голетту (башням-близнецам, которые охраняли тунисский канал). Франческо Миранда, канцлер принца Сулмона писал ей в августе 1535 из Туниса.
К этому моменту Изабелла поссорилась со всеми своими родственниками. Спустя шесть месяцев вдовства она решила посетить имения своего мужа в Ломбардии и заявить о своих правах на них. 9 июня 1533 года она отправилась из Фонди с 13 дамами и сильным эскортом и прибыла в Гацциуоло, где её приняла донна Антония. Новой родне она не очень понравилась. Манеры её были слишком горды, она слишком свысока смотрела на Гонзага, будучи принцессой из рода Колонна. Вскоре она покинула Гаццуоло и настояла на том, чтобы её двор расположился в Сибьонетте, где она намеревалась править как госпожа (хотя фактически у неё не было на этого права, потому что аббат Лодовико был ещё жив). Её навестил Федерико герцог Мантуи. Затем она вернулась в Фонди вместе с Веспасиано, которому было уже четыре года. Судя по письму Джулии к кузену Ферранте Гонзага, вице-королю Сицилии от 3 июля 1535, Изабелла претендовала на часть земель, завещанных её отцом Джулии. В мае 1535 они заключили соглашение.
10 августа 1535 года Ипполито Медичи умер в Итри от малярии (или от яда Алессандро Медичи), и она находилась у его смертного ложа. По не очень убедительной легенде, побочный сын кардинала, Асдрубале Медичи (ум.1565), был рожден именно ею. Указывается, что Ипполито даже хотел отказаться от кардинальской шапки и снять сан, чтобы женится на Джулии и стать герцогом Флоренции, и что в июле он даже успел сделать ей предложение, которое она приняла, но его смерть положила конец этим планам. Новости о кардинале достигли Джулию, когда она была на мессе в соборе, и она мгновенно отправилась в Итри. Паоло Джовио, который тогда был в Итри, писал, что смерть была не так горька Ипполито, ибо вблизи была донна Джулия, которая обращалась с ним «со всей своей добродетельной нежностью».

#### Неаполь
Император Карл V вернулся из Туниса в Неаполь 25 ноября 1535 года. Он прибыл из Туниса на Сицилию 17 августа и оставался там 10 недель для отдыха. Он назначил Ферранте Гонзага (сына Изабеллы д’Эсте) вице-королём Сицилии. 25 ноября 1535 император триумфально вошёл в Неаполь. Там были прекрасные дамы — Диана ди Кардона, Говелла Косчия, Корнелия Геннара, Лукреция Скальоне. Но его величество, по выражению современников, оставался холоден как трамонтана. Император выразил желание увидеть знаменитую графиню Фонди. Изабелла, которая со времени своего приезда из Абруцци находила двор весьма скучным, решила сопровождать Джулию. В середине декабря обе дамы прибыли в Неаполь, где были приняты с большой честью.
Прекрасный двор вице-короля дона Педро де Толедо в Неаполе был гостеприимен. Джулия с радостью встретила многих из своих старых поклонников и друзей — Марию д’Арагона (жена маркиза дель Васто, пасынка Виттории Колонна), Джованну д’Арагона (жену Асканио Колонна). Обе были несчастливы в браке — Марие муж изменял, но она была слишком горда («у меня нет сомнений в том, что время, моя любовь и голос долга призовут мужа обратно ко мне»). И действительно, через 3 года он воссоединился с ней, и даже как-то устроил сцену ревности на приеме у вице-короля. Её сестра Джованна была замужем за Асканио, который отдавал все своё время астрологии и алхимии, и тратил на это все своё состояние. Там же была Вероника Гамбара, которая принадлежала к группе более старших дам, которые отличались красотой и образованием и входили в литературный кружок Изабеллы д’Эсте. Также там был Ферранте и его жена Изабелла Капуанская, наследница, на которой он женился вместо Изабеллы Колонна, принцесса Салерно, принцесса Стильяно, поэтесса Мария Кардона, жена Ферранте д’Эсте, Дионора Сансеверино, Изабелла Бресенья и многие другие.
Император использовал руки богатых дам в качестве вознаграждений своим генералам. Филипп де Ланнуа, князь Сульмоны (сын Шарля де Ланнуа, героя битвы при Павии, который взял шпагу у Франциска I) был предназначен им для Изабеллы. Выбора у девушки не было. 27 февраля 1536 года они поженились. К сожалению, имущественные споры между Джулией и Изабеллой не были разрешены окончательно, и тянулись ещё много лет. После свадьбы сработала оговорка завещания её 1-го мужа, и 5-летний Веспасиано перешёл из-под опеки матери под опеку деда аббата Лодовико, который вышел из своего религиозного уединения и опять поселился со своей матерью Антонией во дворце Гаццуоло, чтобы растить мальчика.
На следующий год, Изабелла, которая имела глубокие разногласия с отцом Джулии и своим свекром, Лодовико, и зятем Джанфранческо «Каньино» Гонзага насчет образования, которое надо было давать мальчику, после краткого пребывания в Ривароло в 1534 году решила вернуться с сыном в собственные земли. Но Лодовико противостоял этому решению, получил имперское разрешение, по которому после его смерти воспитание ребёнка поручили Джулии, так как Лодовико назначил её в своем завещании опекуном.
По некоторым указаниям Джулия была вынуждена переехать из Фонди в Неаполь, чтобы обезопасить его, так как Колонна хотели убить мальчика, чтобы получить фьефы, которые он унаследовал от матери, кроме того, Изабелла вела судебное дело против мачехи и также имела виды на имущество Гонзага, так как её сын оставался последним мужским представителем ветви. (Веспасиано, названный в честь деда, мужа Джулии, в будущем прославится как владетель Саббьонеты, превративший её в идеальный город).
Родственникам её покойного мужа все же удалось отобрать у неё ряд феодов, и с этим некоторые связывают её обращение к монастырской жизни. В 1536 году в возрасте 22 лет она переехала в Неаполь с разумной свитой. Своей резиденцией она избрала монастырь при церкви св. Франческо делле Монаке ордена кармелиток. В декабре 1535 года Джулия обратилась к папе Павлу III с письмом, в котором просила ей, «как мирской персоне», жить впредь в монастыре Сан Франческо делле Монаке (вблизи с одноимённой церковью).

#### «Еретичка»
Перелом в жизни Джулии наступил в 1535 году когда по просьбе своего кузена Фарранте она представляла дом Сфорца на празднествах, устраиваемых в Неаполе в честь императора, возвращавшегося из Туниса. Во время этой поездки она опять встретила Хуана де Вальдеса, члена спиритуалистического кружка alumbrados, который в сентябре того же года уже был её гостем в Фонди.
У императора тоже были весьма сильные религиозные чувства и они постоянно пересекались в Соборе на мессах фра Бернардино Окино, чьи службы производили сильное впечатление. (Годом раньше, когда Иполлито Медичи был в Риме на его церемонии, она его тоже весьма впечатлила). Однажды после такой службы Джулия вышла рыдая. Её встретил Хуан де Вальдес, бывший капеллан папы, ныне секретарь вице-короля. Увидев, в каком состоянии находится дама, он проводил её до дома. Дома она спросила его об аспектах речи, которые она только что прослушала. Как считается, этот разговор лёг в основу его «Альфабето Кристиано». В это время Вальдес был известен как автор любопытного «Диалога Меркурия и Харона», опубликованного за несколько лет до знаменитого «Лактанцио» его брата Альфонсо.
Вокруг Вальдеса в Неаполе сформировался кружок аристократов, прелатов и интеллектуалов, изучавших Писания и искавших в них указания для своего духовного пути. В этот кружок, помимо Джулии, вошла Виттория Колонна, Констанца д’Авалос, Изабелла Бресенья (невестка испанского генерального инквизитора), Бернардино Окино, Маркантонио Фламинио, Галеаццо Караччиоло маркиз Вико, Пётр Мартир Вермильи, Пьетро Антонио ди Капуа и другие.
Вальдес сделал её героиней своего диалога Alfabeto cristiano, опубликованного в Венеции в 1546 благодаря её стараниям и в переводе с испанского на итальянский, сделанном её секретарем. Теории Вальдеса, которые разделяла Джулия, состояли в отказе от внешних форм благочестия и абсолютной вере в Бога, которую нет нужды основывать на рациональном анализе Писания. В 1541 году Вальдес умер, оставив её наследником своих работ, и Джулия продолжила его начинания, установив контакт с кружком, который собирался в Витербо в доме английского кардинала Реджинальда Пола (скрывавшегося от Генриха VIII) и был близок к позициям Реформации. В нём после смерти Вальдеса они нашли нового лидера, но когда в 1558 году Полу предписали явиться в Рим на суд инквизиции и ответить на обвинение в ереси, что он и сделал, признав себя католиком и верным папе, Джулия в письме к Пьетро Карнесекки назвала это заявление «скандальным».
В 1542 году фра Бернардино Окино бежал, за этим последовало общее смятение в рядах учеников Вальдеса. Потеря её близких друзей, умерших и отправившихся в изгнание, сильно расстроила Джулию Гонзага.

### Опекунша

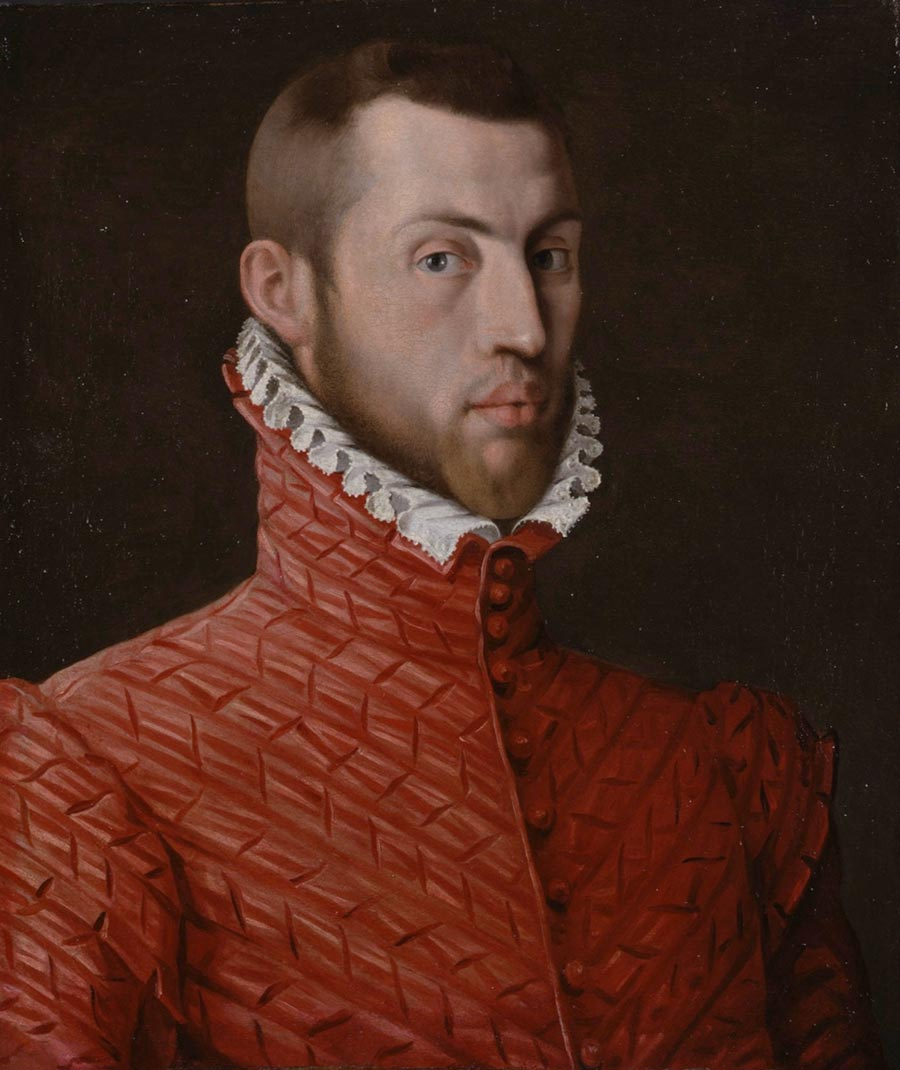
Веспасиано I Гонзага во взрослом возрасте

Веспасиано Гонзага после второго брака матери перешёл в начале 1536 года под опеку своего деда, аббата Лодовико Гонзага. Его мать, мадонна Антониа дель Бальцо, которой было 84 года, с радостью приютила правнука, и скончалась через 2 года (похоронена в Сан Пьетро). Лодовико последовал за ней в могилу 14 июня 1540 года. В своем завещании он оставил опеку над Веспасиано своей дочери Джулии, так как Изабелла, выйдя второй раз замуж, теряла право на это. Тем не менее, она не хотела отдавать опеку над сыном и начала яростное сражение за него. К папе Павлу III обратились обе женщины, и он не дал однозначный ответ. Окончательно дело решилось в суде, и магистрат вынес решение в пользу графини Фонди. Этому весьма способствовало влияние дона Ферранте Гонзага. Джулия Гонзага взяла опеку над племянником и, будучи сама бездетной, стала ему отличной матерью.
Когда дело было решено в её пользу, Джулия послала своего прокуратора мессера Маркантонио Маньо, ко двору императора, чтобы подтвердить за Веспасиано инвеституру его владений в Ломбардии, каковая была подтверждена 6 сентября 1541 года, и Веспасиано был объявлен наследником всех доминионов своего отца Луиджи и деда Лодовико. Получив опеку над своим племянником весной 1541 года Джулия покинула свои комнаты в монастыре Сан Франческо, где она провела почти пять лет, и заняла замок на Борго делле Вергине. Мальчику было почти 10.
Ради своего племянника она оставила уединение и вернулась в мир искусства и литературы, который с радостью приветствовал её. В её неаполитанском дворце собирались поэты, музыканты, философы, которые воскресили золотые дни «Придворного» Кастильоне, но с более сильной пропорцией религиозных мыслителей. У неё были Аннибале Каро, Клаудио Толомеи, платоник Диониджи Атанаги, Иль Тансильо, Камилло Капилупи (сын знаменитого Бенедетто, посол императора, губернатор Монферрато и кастелан цитадели Казале). Большинство из них посвящало стихи Джулии. Вероятно, в это время Тициан написал её портрет, который был подарен легату в Венеции Ипполито Капилупи (1542).
Молодой человек был предназначен к военной карьере и Джулия решила послать его как можно скорее к императору. 13-летний мальчик получил место пажа при принце Филиппе, сыне императора, который ещё помнил его отца Луиджи Родаманте, и отправился в Испанию.
В это время дома уже начали рассматривать подходящих невест для Веспасиано. Первой кандидатурой стала Ипполита, 3-я дочь дона Ферранте Гонзага (род.1535), которая была привезена в Неаполь ребёнком и отдана под опеку Джулии Гонзага. (Так же она очень любила маленького сына Ферранте по имени Нини). Но такой брак не отвечал интересам императора.
Пока Веспасиано был в Испании, Джулия решила съездить на родину Ломбардию (1546). Она навестила Гацциоло, который её брат Луиджи оставил своему кузену Карло, сыну Пирро, который женился на Эмилии Бентиволио, сводной сестре Изабеллы д’Эсте. Её встретили с торжествами. Во время её визита у Карло родился сын и она стала крестной матерью маленького Аннибале.

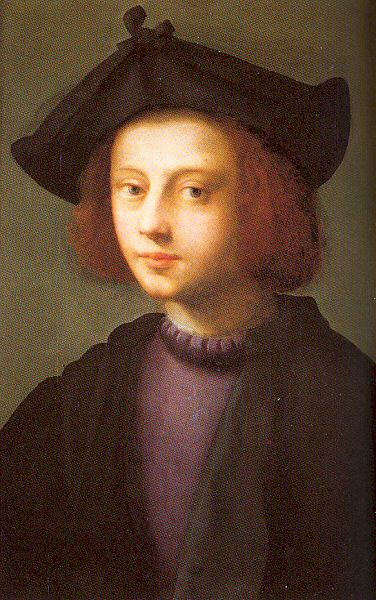
Пьетро Карнесекки

### Последние годы жизни
Инквизиция была основана в Риме в 1542 году, а в Неаполе — в мае 1547 года. Вице-король Неаполя дон Педро де Толедо, не посмел опубликовать письмо папы с торжественной помпой, а тайком прибил его на дверь архиепископского дворца, скрывшись в своем замке Поццуоли в ожидании результата. Указ вызвал негодование. Несколько месяцев спустя за этим последовал новый эдикт, подтверждающий предыдущий, в результате чего в городе начался бунт. Вице-король послал за испанскими войсками, горожане же тем временем послали депутацию к императору, который откликнулся на их просьбу, и эдикт в Неаполе был отменен. Этот буйный период в жизни города Джулия по просьбе своих друзей «пересидела» на острове Искья, который был резиденцией дома Колонна.
Когда умер папа Павел III, следующим папой стал кардинал дель Монте под именем Юлий III (7 февраля 1550), причем Реджинальд Пол набрал так много голосов, что был вторым, и ему при втором круге голосования не хватило лишь одного голоса. Тиары ему стоили его воззрения на «очищение через веру». Веспасиано же тем временем успешно строил свою карьеру при испанском дворе, пока не был ранен и по настоятельному требованию Джулии он вернулся в Неаполь, где она выхаживала его. Годом раньше она решила опять поселиться в монастырь и получила письмо от Юлия III (28 марта 1550), где ей разрешалось поступить как мирская персона в монастырь Сан Франческо делле Моначе. Но она продолжала сохранять свой дворец в Борго делле Вергине, для своих гостей и слуг. В её дворце две комнаты для Веспасиано всегда были наготове.
Связи её с «еретиками», как и Виттории Колонны, были тесными. Всё это привлекло к ней внимание инквизиции, в частности, вынудив её в 1553 году написать письмо кардиналу Эрколе Гонзага, где она указывает, что не согласна с поздними идеями Вальдеса. Инквизиция начала сбор материалов для судебного разбирательства по обвинению Джулии в ереси, но это не было осуществлено благодаря покровительству её кузенов кардиналов Эрколе и Ферранте Гонзага.
Кардинал Мороне, Приули и другие были арестованы в Риме, в 1558 умер кардинал Поул, умер её друг поэт Франческо Мольца и её бывший секретарь Гандольфо Поррино. Джулия старалась соблюдать осторожность в своей переписке, инквизиция вела прямой надзор за ней и её друзьями. Ей настойчиво советовали тоже эмигрировать, но она отказывалась. Она помогла сбежать своим слугам Вентура и Паоло. Между тем она отговорила бежать Карнесекки. Затем умер папа-инквизитор, и следующим понтификом стал представитель миланской ветви Медичи под именем Пия IV. Он стал контрастом предыдущему во всём. В 1563 два её друга, кардинал Серипандо и Эрколе Гонзага, умирают на Тридентском соборе, а также скончалась Ипполита, герцогиня Мондрагоне (дочь Ферранте Гонзага). В 1565 умер папа, и новый понтифик взял имя Пий V — аскет, суровый инквизитор, который теперь получил возможность искоренять ересь.
Уже после её смерти изучение её переписки с Пьетро Карнесекки в итоге стали поводом к расследованию, которое привело к обвинению его в ереси и сожжению на костре в 1567 году. Почувствовав приближение смерти, она позаботилась о завещании. Она выразила желание быть похороненной в церкви монастыря Сан Франческо делле Монаке, где она прожила так долго. Скончалась 19 апреля 1566 года в возрасте 53 лет.
Элегии на её смерть написали Торквато Тассо, Маньифико Серторио Пепе.
Вице-король Неаполя конфисковал её бумаги и отослал папе римскому Пию V, который по прочтении их сказал: «Если б я увидел её живой, я бы сжег её».

## В искусстве
в литературе:
- Ариосто, Orlando furioso, XLVI, 8
- Бернардо Тассо, сонет Donna real, la cui beltà infinita
- Франческо Мольца[итал.], эклога La ninfa fuggitiva о её бегстве от пирата
- Муцио Джустинополитано «La ninfa fugitiva», посвящена монсеньору Ипполито, кардиналу де Медичи.
- Рафаэль Сабатини упоминает о её бегстве в романе «Меч ислама»: «Вы знаете историю спасения этой знатной дамы, когда её везли верхом на лошади, в одной лишь ночной сорочке, с единственным сопровождающим, которого она в конце концов и убила, вероятно, за то, что он слишком осмелел при виде едва прикрытой неземной красоты».

в живописи:
- Известно, что Себастьяно дель Пьомбо написал её портрет. Считается, что это картина, в настоящий момент хранящаяся в Лондонской национальной галерее. С него выполнен ряд копий.
- Портрет Тициана, предположительно изображающий её.
- Как и в случае с Витторией Колонной, ряд её изображений был после её смерти уничтожен из-за подозрения Джулии в ереси.